# Rintarō Yajima
Rintarō Yajima (japanisch 矢島 倫太郎, Yajima Rintarō; * 9. Januar 1993 in Higashimatsuyama, Präfektur Saitama) ist ein japanischer Fußballspieler.

## Karriere
Yajima begann seine Karriere im Verein Higashimatsuyama Shinjuku SS und spielte dann während der Mittel- und Oberschule in den Jugendmannschaften der Urawa Red Diamonds. Danach studierte er an der Meiji-Universität, in deren Fußballmannschaft er auch spielte. Im Januar 2015 wechselte er in die Amateurmannschaft des SV Horn. Am 29. Spieltag der Saison 2014/15 gab er sein Debüt in der Profimannschaft des SV Horn, als er beim 0:1 gegen die SV Mattersburg eingewechselt wurde. In der folgenden Saison stieg er als Meister der Regionalliga Ost in die 2. Liga auf, doch nach dem sofortigen Wiederabstieg verließ er Horn im Sommer 2017 wieder.
Im August 2017 wechselte er nach Deutschland zur viertklassigen BSG Chemie Leipzig, bei der er einen bis Juni 2018 gültigen Vertrag erhielt. Mit Chemie Leipzig musste er zwar zu Saisonende in die Oberliga absteigen, gewann aber den Sachsenpokal. Im Juli 2018 wechselte er zum Regionalligisten ZFC Meuselwitz. Nach einer Saison schloss er sich dem Ligakonkurrenten Berliner AK 07 an und war dort insgesamt vier Jahre aktiv. In dieser Zeit absolvierte er 86 Regionalligapartien und schoss dabei fünf Treffer. Die Saison 2023/24 verbrachte Yajima dann beim VSG Altglienicke und im Sommer 2024 ging er weiter zum Oberligisten SV Tasmania Berlin.

## Erfolge
- Meister der Regionalliga Ost: 2016
- Sachsenpokalsieger: 2018